# 姜雲龍
姜雲龍（16世纪？—17世纪？），字神超，松江華亭人，明代政治軍事人物，官至都司僉書管江南興武衛頭幫領事，曾奉派到澳門募兵和購買火炮。

## 生平
萬曆二十五年（1597年）舉應天府鄉試，結識徐光啟，天啟年間，應募於到邊關視察的孫承宗。天啟五年（1625年），孫承宗因曾揭魏忠賢之過而去職，姜回京任編寫《三朝要典》的收掌官，後又在天啟六年受牽連被免官。
崇禎帝即位，罷斥閹黨，孫承宗及其前部屬再部受重用，姜也再度為官，曾任中書舍人等，並曾出使琉球。崇禎三年（1630年）四月，徐光啟訓練京營士兵，於是上奏派姜雲龍與葡籍耶穌會士陸若漢（Joao Rodrigues）前往澳門買火器和僱用西洋人。
姜抵達澳門時，被其他官員上疏批評在當地引發騷亂，後進一步指控他貪瀆侵佔錢糧，姜雲龍因此革職回藉，而已出發到南昌的澳門軍隊也被命令折返。徐光啟上疏為姜雲龍辯駁，指出錢糧都是地方官經手，姜僅是督辦而已，姜未再進一步懲處，但募葡兵的計劃因而未能再恢復。
姜革職回鄉後，仍多參與鄉里活動。曾參與《松江府志》撰修，以及作《皇明經世文編》中徐光啟文集的參閱。

## 家族
- 先祖：姜清，乃始祖德明之后
- 高祖：姜允
- 祖：姜兰、王氏
- 后裔：姜尔珏、姜尔珠、姜翥、姜开平、姜毓麟、姜兆翀、姜鋆如、 姜蓥如、姜镜如、姜曦、姜皋、姜隽、姜本源、姜元凯、姜文傅